# Luanda, a Fábrica da Música
Luanda, a Fábrica da Música é um documentário musical sobre o kuduro dirigido, em Luanda, em 2009, por Inês Gonsalves e Kiluanje Liberdade.
É uma co-produção da No Land Filmse e da RTP. Em 2009 foi selecionado para o festival "Africa in the Picture" na Holanda.

## Sinopse
No meio de um musseque de Luanda encontramos DJ Buda que é dono de um estúdio de gravação. Os jovens aspirantes a cantores têm aqui a oportunidade de se expressarem. Ao som das batidas de Buda, os miúdos gritam, através do velho microfone, as suas preocupações, amores e experiências. Uma energia incrível solta-se. No fim dançam loucamente, riem e ouvem o seu próprio trabalho com os outros habitantes do bairro.

## Ficha técnica
- Realizador: Inês Gonsalves, Kiluanje Liberdade
- Director de Fotografia: Inês Gonsalves
- Produção: Noland Films
- Montagem: Maria Joana Figueiredo
- Som: Kiluanje Liberdade, Emídio Buchinho

## Festivais
- DokFest, Alemanha (2010)
- World Film Festival, Canadá (2010)
- Festival de Cine Africano de Córdoba, Espanha (2010)
- Play-Doc, Espanha (2010)
- Africa in the Picture, Holanda (2009)
- DocLisboa, Portugal (2009)
- DokLeipzig, Alemanha (2009)
- My World Images, Dinamarca
- Centre for African Culture, Noruega